# Sindaci di San Marzano sul Sarno

## Elenco dei Sindaci
L'elenco dei sindaci di San Marzano sul Sarno è diviso in due sezioni:
1) I Sindaci Particolari dell'Università di San Marzano;
2) I Sindaci del Comune di San Marzano.
Per quanto riguarda i Sindaci Particolari dell'Università di San Marzano (1521 - 1808), l'elenco è tuttora incompleto e, forse, non sarà mai possibile completarlo del tutto per mancanza di una fonte specifica. I "Libri dei Parlamenti" di San Marzano, infatti, quei volumi, cioè, che avrebbero dovuto contenere i verbali delle assemblee popolari, che si svolsero per circa quattro secoli nello spiazzo antistante la Chiesa di S.Biagio, sono certamente andati perduti o distrutti, per cui le uniche fonti, indirette,  sono i protocolli notarili e, casualmente, altri atti, episodici, conservati negli archivi di altre amministrazioni (archivio diocesano, archivio giudiziario, ecc.).
L'elenco dei Sindaci del Comune dovrebbe cominciare dal 1806, perché fu in virtù della Legge n. 211 del 18 ottobre 1806 di Giuseppe Bonaparte che la comunità di San Marzano si costituì in Comune. Però, non essendo certa la data in cui ebbe effettivo inizio il nuovo assetto amministrativo, si è considerato, quale primo Sindaco del Comune, colui che cominciò ad apporre la propria firma sugli atti dei Registri di Stato Civile (1809).

## Sindaci Particolari dell'Università

### Sindaci durante il periodo del Viceregno
| Titolo | Nome              | Cognome     | dal  | al   |
| ------ | ----------------- | ----------- | ---- | ---- |
|        | Giovanni          | Pignataro   | 1521 | 1522 |
|        | Vincenzo          | Consolino   | 1525 | 1526 |
|        | Aniello           | Pignataro   | 1537 | 1538 |
|        | Giovanni Angelo   | Pignataro   | 1540 | 1541 |
|        | Alberico          | De Pascale  | 1542 | 1543 |
|        | Marco             | De Marinis  | 1543 | 1544 |
|        | Giacomo           | Pignataro   | 1545 | 1546 |
|        | Michele           | De Pascale  | 1546 | 1547 |
|        | Mediso            | Principe    | 1547 | 1548 |
|        | Michele           | De Pascale  | 1548 | 1549 |
|        | Menichello        | De Cassano  | 1549 | 1550 |
|        | Giacomo           | De Pascale  | 1550 | 1551 |
|        | Michele           | De Pascale  | 1551 | 1552 |
|        | Giovanni          | De Ruggiero | 1552 | 1553 |
|        | Agostino          | De Notaro   | 1553 | 1554 |
|        | Luca Giovanni     | De Soldano  | 1554 | 1555 |
|        | Giovanni Alfonso  | De Ruggiero | 1568 | 1569 |
|        | Costantino        | De Ruggiero | 1580 | 1581 |
|        | Andrea            | De Pascale  | 1581 | 1582 |
|        | Francesco         | De Pascale  | 1602 | 1603 |
|        | Luca              | De Capua    | 1603 | 1604 |
|        | Giovanni          | De Pascale  | 1604 | 1605 |
|        | Michele           | De Ruggiero | 1605 | 1606 |
|        | Ottavio           | Schiavone   | 1606 | 1607 |
|        | Francesco         | De Pascale  | 1607 | 1608 |
|        | Paolino           | Pignataro   | 1608 | 1609 |
|        | Gregorio          | Visconte    | 1609 | 1610 |
|        | Giovanni          | De Pascale  | 1610 | 1611 |
|        | Michele           | De Ruggiero | 1612 | 1613 |
|        | Giovanni Domenico | Tortora     | 1613 | 1614 |
|        | Aniello Antonio   | De Perrino  | 1614 | 1615 |
|        | Francesco         | De Pascale  | 1615 | 1616 |
|        | Cipriano          | Rebecca     | 1616 | 1617 |
| notar  | Claudio           | Scarpato    | 1617 | 1618 |
|        | Andrea            | Pagano      | 1618 | 1619 |
|        | Francesco         | De Pascale  | 1619 | 1620 |
|        | Michele           | De Ruggiero | 1620 | 1621 |
|        | Aniello Antonio   | De Perrino  | 1623 | 1624 |
|        | Giacomo           | Cansolino   | 1624 | 1625 |
|        | Nicola            | De Perrino  | 1625 | 1626 |
|        | Giovanni          | De Pascale  | 1626 | 1627 |
|        | Andrea            | Viscardi    | 1684 | 1685 |
|        | Blasio            | Pascale     | 1685 | 1686 |
|        | Cesare            | De Ruggiero | 1695 | 1696 |
|        | Cesare            | De Ruggiero | 1696 | 1697 |
|        | Andrea            | De Ruggiero | 1697 | 1698 |
|        | Jacobo            | Setaro      | 1699 | 1700 |
|        | Biase             | De Lauro    | 1700 | 1701 |
|        | Aniello           | Pascale     | 1701 | 1702 |
|        | Nicola            | Pagano      | 1703 | 1704 |
|        | Antonio           | Perrino     | 1707 | 1708 |
|        | Antonio           | Perrino     | 1714 | 1715 |
|        | Nicola            | Pascale     | 1715 | 1716 |
|        | Nicola            | Pascale     | 1716 | 1717 |
|        | Blasio            | Tortora     | 1724 | 1725 |
|        | Aniello           | Coppola     | 1726 | 1727 |

### Sindaci durante il Regno delle Due Sicilie
Regno delle Due Sicilie
| Titolo | Nome     | Cognome      | dal  | al   |
| ------ | -------- | ------------ | ---- | ---- |
|        | Domenico | Schiavone    | 1748 | 1749 |
|        | Orlando  | Langella     | 1750 | 1751 |
|        | Giacomo  | Iaquinandi   | 1752 | 1753 |
|        | Antonio  | Iaquinandi   | 1753 | 1754 |
|        | Natale   | Galiano      | 1760 | 1761 |
|        | Andrea   | Viscardi     | 1761 | 1762 |
|        | Andrea   | Viscardi     | 1762 | 1763 |
|        | Rocco    | Pascale      | 1782 | 1783 |
|        | Antonio  | Iaquinandi   | 1800 | 1801 |
|        | Vincenzo | Santonastasi | 1801 | 1802 |
|        | Rocco    | Pascale      | 1803 | 1805 |
|        | Gennaro  | Calenda      | 1805 | 1806 |
|        | Matteo   | Cetrara      | 1806 | 1807 |
|        | Pasquale | Annunziata   | 1808 | 1808 |
|        | Giosuè   | Viscardi     | 1808 | 1808 |

## Sindaci del Comune

### Sindaci durante il Regno delle Due Sicilie
Regno delle Due Sicilie
| N. | Titolo | Nome       | Cognome   | dal               | al                | note             |
| -- | ------ | ---------- | --------- | ----------------- | ----------------- | ---------------- |
| 1  |        | Giovanni   | Langella  | 1º gennaio 1809   | 31 dicembre 1809  |                  |
| 2  |        | Vincenzo   | Cammarota | 1º gennaio 1810   | 31 dicembre 1810  |                  |
| 3  |        | Luigi      | Tortora   | 1º gennaio 1811   | 31 dicembre 1813  |                  |
| 4  |        | Matteo     | Franza    | 1º gennaio 1814   | 31 dicembre 1815  |                  |
| 5  |        | Domenico   | Farina    | 1º gennaio 1816   | 23 aprile 1818    | (per morte)      |
| 6  |        | Nicola     | Tortora   | 24 aprile 1818    | ??.??.18??        |                  |
| 7  |        | Costantino | Coppola   | ??.??.18??        | 30 giugno 1822    |                  |
| 8  |        | Ippolito   | Celentano | 2 marzo 1823      | 15 agosto 1831    |                  |
| 9  | dott.  | Matteo     | Franza    | 19 agosto 1831    | 20 giugno 1834    | (per morte)      |
| 10 |        | Gennaro    | Pisani    | 20 giugno 1834    | 26 novembre 1834  | (2° Eletto f.f.) |
| 11 |        | Vincenzo   | Pisani    | 27 novembre 1834  | 31 dicembre 1839  |                  |
| 12 | dott.  | Pasquale   | Tortora   | 1º gennaio 1840   | 31 dicembre 1845  |                  |
| 13 |        | Vincenzo   | Ruggiero  | 1º gennaio 1846   | 31 dicembre 1848  |                  |
| 14 |        | Vincenzo   | Pisani    | 1º gennaio 1849   | 23 settembre 1855 |                  |
| 15 | dott.  | Luigi      | Farina    | 23 settembre 1855 | 1º agosto 1860    |                  |

### Sindaci durante il Regno d'Italia
Regno d'Italia
| N. | Titolo | Nome      | Cognome         | dal              | al               | note                    |
| -- | ------ | --------- | --------------- | ---------------- | ---------------- | ----------------------- |
| 16 |        | Francesco | Calenda         | 4 agosto 1860    | 12 gennaio 1870  |                         |
| 17 |        | Vincenzo  | Pisani          | 12 febbraio 1870 | 8 settembre 1878 | (per morte)             |
| 18 |        | Giuseppe  | Pisacane Farina | 16 febbraio 1879 | 14 marzo 1880    |                         |
| 19 | cav.   | Gennaro   | Pisani          | 14 marzo 1880    | 27 novembre 1887 |                         |
| 20 | avv.   | Marco     | Pisani          | 15 gennaio 1888  | 3 luglio 1894    |                         |
| 21 |        | Marco     | Ruggiero        | 4 novembre 1894  | 11 agosto 1895   |                         |
| 22 |        | Marco     | Pisani          | 11 agosto 1895   | 9 agosto 1907    |                         |
| 23 |        | Paolo     | Samengo         | 9 agosto 1907    | 10 ottobre 1920  |                         |
| 24 | comm.  | Marco     | Pisani          | 22 ottobre 1920  | 22 maggio 1923   |                         |
| 25 | avv.   | Flaminio  | Maffei          | 2 giugno 1923    | 2 settembre 1923 |                         |
| 26 | dott.  | Carmelo   | D'Agostino      | 2 settembre 1923 | 5 maggio 1924    | Commissario Regio       |
| 27 | dott.  | Fabio     | Valente         | 5 maggio 1924    | 3 settembre 1924 | Commissario Prefettizio |
| 28 | cav.   | Raffaele  | Basso           | 3 settembre 1924 | 29 marzo 1925    |                         |
| 29 | avv.   | Arturo    | Celentano       | 29 marzo 1925    | 20 aprile 1927   |                         |

### Podestà
| N. | Titolo | Nome      | Cognome   | dal              | al               | note                    |
| -- | ------ | --------- | --------- | ---------------- | ---------------- | ----------------------- |
| 30 | avv.   | Arturo    | Celentano | 21 aprile 1927   | 8 settembre 1943 |                         |
| 31 | avv.   | Francesco | Oliva     | 8 settembre 1943 | ??.??.194?       | Commissario Prefettizio |
| 32 | dott.  | Vittorio  | Pierro    | ??.??.194?       | 3 novembre 1944  | Commissario Prefettizio |
| 33 | avv.   | Vito      | D'Avino   | 3 novembre 1944  | 13 aprile 1946   | Commissario Prefettizio |

### Sindaci durante la Repubblica
Repubblica italiana
| N. | Titolo | Nome      | Cognome    | dal               | al                | note                    |
| -- | ------ | --------- | ---------- | ----------------- | ----------------- | ----------------------- |
| 34 | avv.   | Vito      | D'Avino    | 13 aprile 1946    | 29 novembre 1947  |                         |
| 35 | dott.  | Ercole    | Manzi      | 15 dicembre 1947  | 11 aprile 1949    | Commissario Prefettizio |
| 36 | dott.  | Federico  | De Pascale | 11 aprile 1949    | 4 gennaio 1965    |                         |
| 37 |        | Prisco    | Ruggiero   | 12 gennaio 1965   | 10 giugno 1965    |                         |
| 38 | dott.  | Federico  | De Pascale | 12 gennaio 1966   | 12 dicembre 1967  |                         |
| 39 | dott.  | Leonardo  | Sortini    | 12 dicembre 1967  | 4 gennaio 1969    | Commissario Prefettizio |
| 40 | dott.  | Federico  | De Pascale | 4 gennaio 1969    | 3 marzo 1974      |                         |
| 41 | prof.  | Raffaele  | Palladino  | 6 aprile 1974     | 28 aprile 1977    |                         |
| 42 | dott.  | Francesco | Nasto      | 12 maggio 1977    | 16 luglio 1977    |                         |
| 43 | dott.  | Alfonso   | Oliva      | 16 luglio 1977    | 9 marzo 1983      |                         |
| 44 |        | Prisco    | Ruggiero   | 16 aprile 1983    | 29 ottobre 1983   |                         |
| 45 | dott.  | Alfonso   | Oliva      | 18 novembre 1983  | 20 febbraio 1985  |                         |
| 46 | prof.  | Adolfo    | Canzio     | 20 febbraio 1985  | 16 dicembre 1992  |                         |
| 47 |        | Salvatore | Pagano     | 13 febbraio 1993  | 20 aprile 1993    |                         |
| 48 | dott.  | Ada       | Ferrara    | 20 aprile 1993    | 21 novembre 1993  | Commissario Prefettizio |
| 49 | avv.   | Andrea    | Annunziata | 23 novembre 1993  | 13 giugno 2002    |                         |
| 50 | dott.  | Francesco | Grimaldi   | 28 maggio 2002    | 25 giugno 2009    |                         |
| 51 | dott.  | Giuseppe  | Forlenza   | 26 giugno 2009    | 29 marzo 2010     | Commissario Prefettizio |
| 52 |        | Cosimo    | Annunziata | 29 marzo 2010     | 22 settembre 2020 |                         |
| 53 | avv.   | Carmela   | Zuottolo   | 22 settembre 2020 |                   |                         |